# リアム・アンダーウッド
リアム・アンダーウッド（Liam Underwood、1991年6月3日 - ）は、カナダのラグビー選手。

## プロフィール
- カナダ・トロント出身[1]。
- ポジションはスタンドオフ(SO)。
- 身長 189cm、体重 91kg
- 7人制カナダ代表に選ばれたことがある。
- カナダ代表キャップは13（2025年5月現在）でワールドカップ2015のカナダ代表に選ばれた[2][3]。

## 略歴
2013年、オンタリオ・ブルーズに加入。 